# Listă de localități din cantonul Jura
În cantonul Jura  în anul 2009, sunt 64 de localități:
- Alle
- Basse-Allaine
- Bassecourt
- Beurnevésin
- Boécourt
- Boncourt
- Bonfol
- Bourrignon
- Bressaucourt
- Bure
- Châtillon (JU)
- Clos du Doubs
- Coeuve
- Corban
- Cornol
- Courchapoix
- Courchavon
- Courfaivre
- Courgenay
- Courrendlin
- Courroux
- Courtedoux
- Courtételle
- Damphreux
- Delémont
- Develier
- Ederswiler
- Fahy
- Fontenais
- Glovelier
- Grandfontaine
- Haute-Ajoie
- La Baroche
- La Chaux-des-Breuleux
- Lajoux (JU)
- Le Bémont (JU)
- Le Noirmont
- Les Bois
- Les Breuleux
- Les Enfers
- Les Genevez (JU)
- Lugnez
- Mervelier
- Mettembert
- Montfaucon
- Montsevelier
- Movelier
- Muriaux
- Pleigne
- Porrentruy
- Rebeuvelier
- Rocourt
- Rossemaison
- Saignelégier
- Saint-Brais
- Saulcy
- Soubey
- Soulce
- Soyhières
- Undervelier
- Vellerat
- Vendlincourt
- Vermes
- Vicques